# شارلین توماس سوینسون
شارلین توماس سوینسون (انگلیسی: Charlene Thomas-Swinson؛ زادهٔ ۱۱ دسامبر ۱۹۶۵) بازیکن بسکتبال، سرمربی (بسکتبال)، و سرمربی اهل ایالات متحده آمریکا است.